# Like a Hurricane
Like a Hurricane – trzeci album niemieckiej piosenkarki C.C. Catch wydany w 1987 roku przez Hansa Records. Płyta zawiera 9 utworów (z czego 3 w wersji "maxi"), tak jak w przypadku dwóch poprzednich LP artystki, wszystkie nagrania zostały napisane przez Dietera Bohlena. Wydanie albumu poprzedziły dwa single: „Are You Man Enough” w maju 1987 oraz „Soul Survivor” jesienią 1987. Trzeci singel promujący płytę („Good Guys Only Win in Movies”) został wydany w 1988 wyłącznie w Hiszpanii i Danii.

## Lista utworów

### Wydanie na płycie CD[2]
| Nr | Tytuł utworu                                  | Długość |
| -- | --------------------------------------------- | ------- |
| 1. | „Good Guys Only Win In Movies (Long Version)” | 5:42    |
| 2. | „Like A Hurricane”                            | 3:13    |
| 3. | „Smoky Joe’s Café”                            | 3:41    |
| 4. | „Are You Man Enough”                          | 3:36    |
| 5. | „Don’t Be A Hero”                             | 3:32    |
| 6. | „Soul Survivor (Long Version)”                | 5:13    |
| 7. | „Midnight Gambler (Long Version)”             | 4:29    |
| 8. | „Don’t Wait Too Long”                         | 3:22    |
| 9. | „Dancing In Shadows”                          | 3:34    |
|    |                                               | 36:22   |

### Wydanie na płycie winylowej[3]
| Strona A | Strona A                                      | Strona A |
| Nr       | Tytuł utworu                                  | Długość  |
| -------- | --------------------------------------------- | -------- |
| 1.       | „Good Guys Only Win In Movies (Long Version)” | 5:42     |
| 2.       | „Like A Hurricane”                            | 3:13     |
| 3.       | „Smoky Joe’s Café”                            | 3:41     |
| 4.       | „Are You Man Enough”                          | 3:36     |
| 5.       | „Don’t Be A Hero”                             | 3:32     |
|          |                                               | 19:44    |

| Strona B | Strona B                          | Strona B |
| Nr       | Tytuł utworu                      | Długość  |
| -------- | --------------------------------- | -------- |
| 1.       | „Soul Survivor (Long Version)”    | 5:13     |
| 2.       | „Midnight Gambler (Long Version)” | 4:29     |
| 3.       | „Don’t Wait Too Long”             | 3:22     |
| 4.       | „Dancing In Shadows”              | 3:34     |
|          |                                   | 16:38    |

## Listy przebojów (1987)
| Państwo                | Najwyższe miejsce |
| ---------------------- | ----------------- |
| Hiszpania (AFYVE)      | 25                |
| Niemcy (Media Control) | 30                |

## Autorzy[6]
- Muzyka: Dieter Bohlen
- Autor tekstów: Dieter Bohlen
- Śpiew: C.C. Catch
- Producent: Dieter Bohlen
- Aranżacja: Dieter Bohlen
- Współproducent: Luis Rodríguez